# Kraskögle (naturreservat)
Kraskögle är ett naturreservat i Hultsfreds kommun i Kalmar län.
Området är naturskyddat sedan 2003 och är 47 hektar stort. Reservatet besår av orörd naturskogsartad barrblandskog. 